# New Carrollton (Metro de Washington)
New Carrollton es una estación en la línea Naranja del Metro de Washington, administrada por la Autoridad de Tránsito del Área Metropolitana de Washington. La estación se encuentra localizada en 4700 Garden City Drive en New Carrollton, Maryland. La estación New Carrollton fue inaugurada el 16 de enero de 1969  para el Metroliner, mientras que para el Metro de Washington, abrió el 20 de noviembre de 1978.

## Descripción

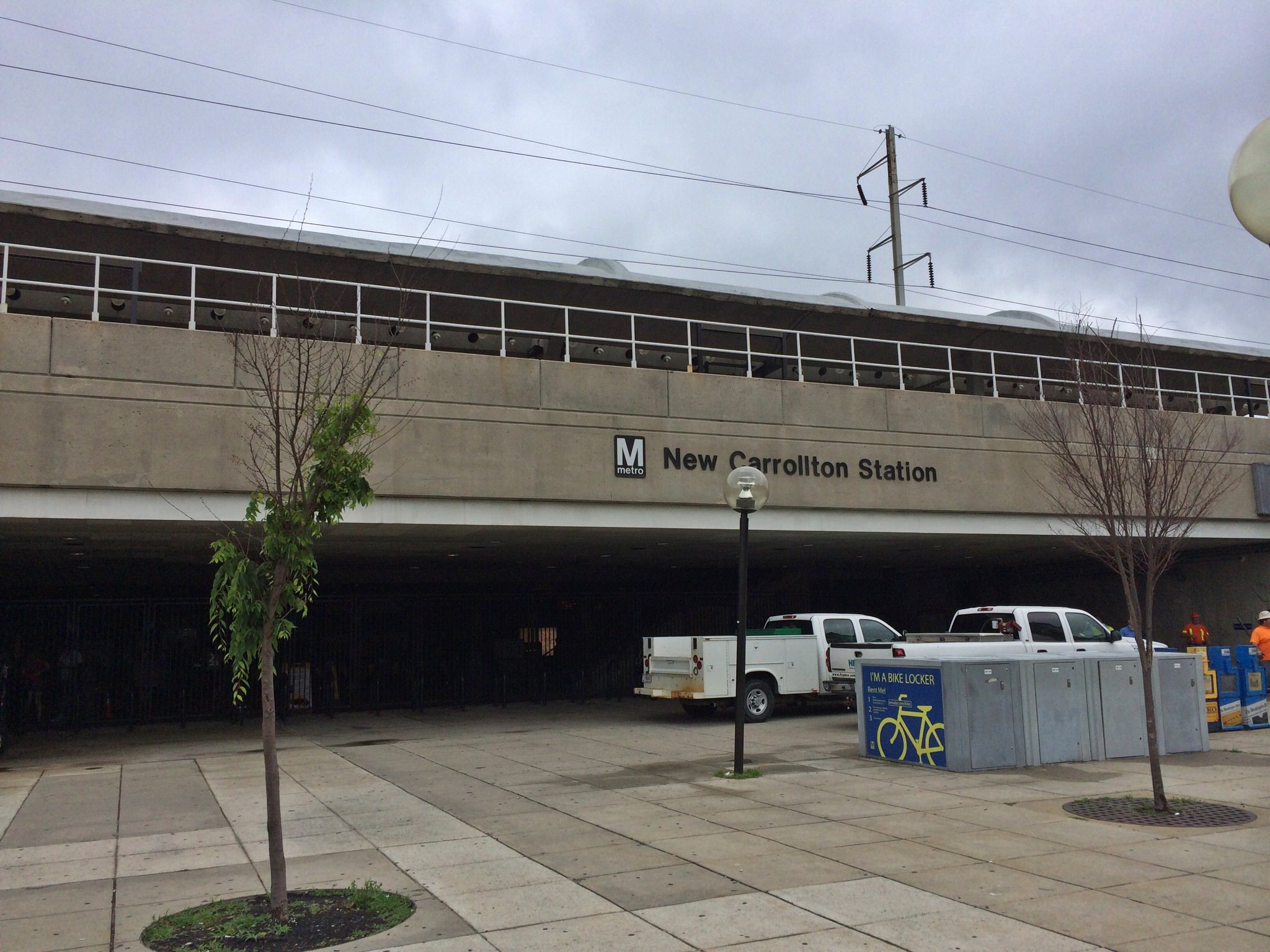
Estación New Carrollton

La estación New Carrollton cuenta con 2 plataformas centrales. La estación también cuenta con 3,519 de espacios de aparcamiento, 18 espacios para bicicletas y con 16 casilleros.

## Conexiones
La estación es abastecida por las siguientes conexiones de autobuses: 
- Rutas del MetroBus, The Bus